# Sonata per pianoforte a quattro mani K 19d
La sonata in Do maggiore per pianoforte a quattro mani K 19d, composta da W. A. Mozart, è una delle sue poche opere dedicate al pianoforte a quattro mani. Composta molto probabilmente da un Mozart di nove anni a Londra, nel 1765 – anche se ricerche recenti suggeriscono che il lavoro potrebbe non essere stato composto da Mozart –, è strutturata secondo le classiche regole della forma-sonata, e si articola in tre movimenti:
1. Allegro
2. Minuetto e trio
3. Rondò, Allegretto

## Struttura

### I movimento

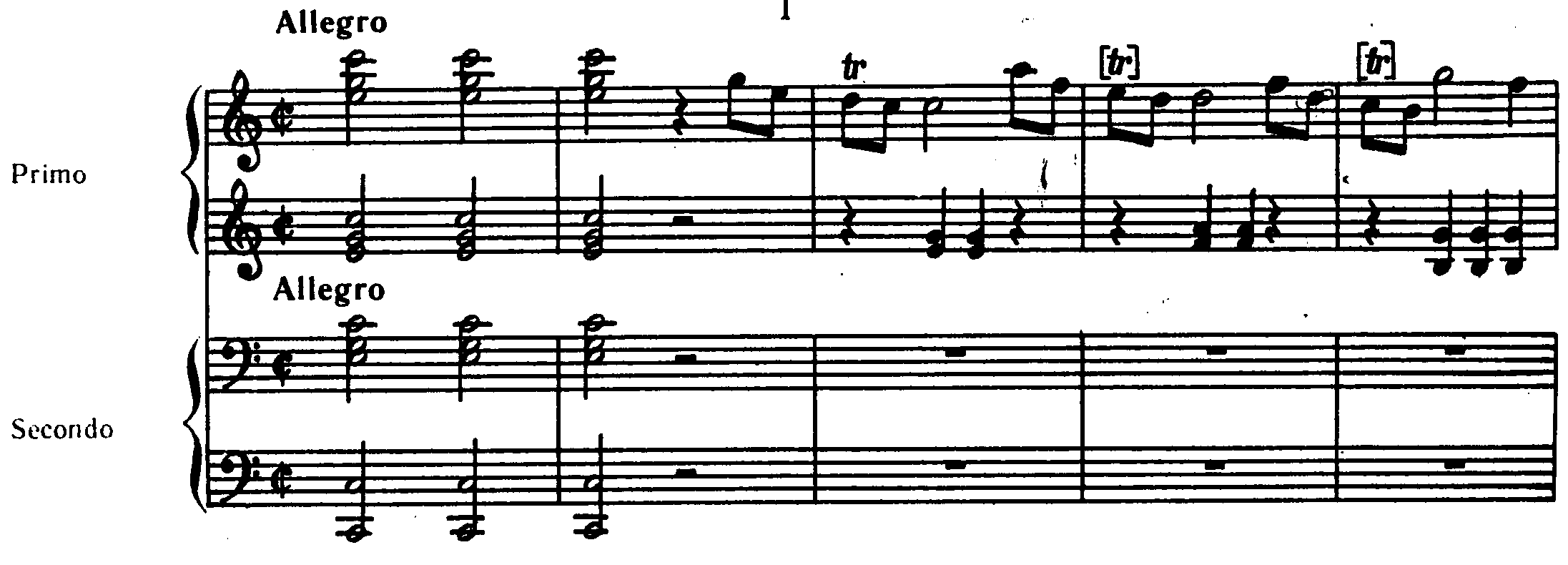
L'inizio del primo movimento

Tipico movimento in forma sonata, introduce il primo tema con una sequenza di accordi e un motivo suonato dal primo e poi dal secondo pianista. Questo primo tema, accompagnato dal secondo e dalla mano sinistra del primo, termina con una modulazione in tonalità di Sol maggiore (dominante), portando al secondo tema, un po' più complesso, che passa dal primo al secondo, accompagnato da scale di semicrome ed intervalli cromatici, e che si conclude con un accordo di Sol. Lo sviluppo incomincia spostando la tonalità verso il la minore, grazie ad un accordo di Fa diminuito, e, mentre il secondo sostiene la melodia, il primo si lascia trasportare dalle modulazioni del basso verso toni lontani: Re Maggiore, Si bemolle maggiore, fin quando un tema suonato dalle quattro mani scende modulando dal Mib maggiore al Do maggiore, in cui il secondo riprende il secondo tema in Do maggiore, terminando la ripresa, a parti grossomodo invertite con il primo, con tre accordi di Do.

### II movimento
Questo secondo tempo è invece un minuetto, introdotto dal primo e accompagnato dal secondo per la prima frase, che viene ripetuta. Dopo è il secondo che lancia un'idea, subito ripresa dal primo, che si fa accompagnare fino alla fine del minuetto dal secondo. Il trio, in fa maggiore, vede il primo esporre un motivo simile al minuetto, ma poi lascia spazio al secondo per ben 8 battute, in cui, da solo, percorre le tonalità di Fa, Mi bemolle, Sol, La, fino a ritornare al Fa di partenza, in cui il primo riprende il proprio tema e conclude il trio con un'ultima frase.

### III movimento
Questo terzo tempo reca l'iscrizione: Rondeau, Allegretto; si tratta infatti di un rondò, in cui il tema viene subito esposto dal primo con accompagnamento del secondo. Vari i temi secondari che si inseriscono fra le ripetizioni del principale: il primo è suonato con le mani dei due pianisti incrociate fra di loro, quello dopo (battuta 49) è più calmo, ed è nella tonalità di Fa maggiore. Poco dopo la ripetizione del tema principale abbiamo una modulazione dal Do maggiore al Do minore, che si sposta presto verso la relativa maggiore: Mib. Dopo un episodio di scalette di semicrome si assiste alla ripresa del tema principale, che si interrompe bruscamente su un accordo di dominante per introdurre un adagio in 3/4, che si arresta sullo stesso accordo di dominante (Sol), per riprendere il primo tema, che conclude con una serie di accordi di Sol e Do.